# Romanzo a passo di danza
Romanzo a passo di danza (Piruetas juveniles) è un film del 1946, diretto da Giancarlo Cappelli e Salvio Valenti.

## Produzione
Film coprodotto da Italia e Spagna dalla Origo Film e dalla Perseo, la pellicola venne girata a Madrid e Roma nel  1943, per uscire nelle sale italiane solo il 20 luglio 1946.